# Колом, Хоакин
Хоакин Колом Барруфет (исп. Joaquín "Quino" Colom Barrufet; род. 1 ноября 1988, Андорра-ла-Велья, Андорра) — андоррский и испанский профессиональный баскетболист, игравший на позиции разыгрывающего защитника.

## Биография
До перехода в УНИКС в 2015 году играл только в Испании — в «Сарагосе», «Фуэнлабраде», «Бильбао».
На юношеском уровне был бронзовым призёром чемпионатов Европы (до 18 лет) в 2006 году и (до 20 лет) в 2008 году в составе сборной Испании.
Чемпион мира 2019 года в составе национальной сборной Испании.

## Достижения

### Клубные
- Серебряный призёр Единой лиги ВТБ: 2015/2016
- Серебряный призёр чемпионата России: 2015/2016

### Сборная Испании
- Чемпион мира: 2019
- Бронзовый призёр чемпионата Европы (до 20 лет): 2008
- Бронзовый призёр чемпионата Европы (до 18 лет): 2006